# √레터
√레터(Root Letter, 루트 레터, 일본어: √Letter ルートレター)는 가도카와가 플레이스테이션 4, 플레이스테이션 비타, 마이크로소프트 윈도우, 안드로이드 (운영체제), IOS용으로 개발하고 배급한 2016년 비주얼 노벨 어드벤처 비디오 게임이다. 가도카와 게임 미스터리 브랜드의 첫 작품이며 이후 2020년에 루트 필름이 출시되었다.
이 게임을 각색한 미국의 실사화 장편 영화가 2018년 미국의 AMMO 엔터테인먼트와 일본의 Ammo간 공동 제작 작품으로 발표되었다. 이 영화는 2019년 9월 제작에 들어가 2022년 9월 1일 개봉되었다.

## 평가
| 평가                                                                    |                            |
| ----------------------------------------------------------------------- | -------------------------- |
| 통합 점수 통합사 점수 메타크리틱 (Vita) 78/100 [ 3 ] (PS4) 68/100 [ 4 ] |                            |
| 통합 점수                                                               |                            |
| 통합사                                                                  | 점수                       |
| 메타크리틱                                                              | (Vita) 78/100 (PS4) 68/100 |